# جبل الحسين
جبل الحسين أحد أحياء العاصمة الأردنية عمّان، يعتبر من الأحياء الراقية والجميلة منذ حقبة الستينات والسبعينات من القرن الماضي. يقع في قلب المدينة، حيث يتبع تنظيميا لمنطقة العبدلي. وهو على امتداد شارع خالد بن الوليد الذي ينتهي بجبل القلعة. وهو يفصل بين كل من جبل اللويبدة (وهو أيضا من الأحياء القديمة الراقية) وبين الشميساني وشارع الاستقلال.
يحوي على الكثير من المؤسسات الاجتماعية والجمعيات الخيرية والتعاونية كما يلاحظ فيه وجود مقرات لأحزاب يسارية مثل الحزب الشيوعي الأردني وحزب الوحدة الشعبية وحزب الشعب الديمقراطي الأردني (حشد)، كما يحوي مقر جماعة الإخوان المسلمين في الأردن. وتتواجد فيه أيضاً مقرات رئيسية لمنظمة التحرير الفلسطينية في عمّان. خرج من جبل الحسين العديد من المفكرين والمثقفين والسياسيين الذين ساهموا في نهضة البلد ونشأته.

## سوق جبل الحسين
يشتهر جبل الحسين بسوقه التجاري (الذي يكاد يختص بالأزياء والملابس)، ويفضله الكثير من العائلات والشباب عن غيرة لرخص أسعاره نسبياً ولجودة البضاعة فيه. وتنتشر المطاعم والمقاهي بالطبع في هذا السوق الجميل.
ومن أشهر أسواقه، مكسيم مول، كما يوجد به فرع من أفرع السي تاون، وكما يتميز بموقعه الاستراتيجي بوسط العاصمة الأردنية عمان.
من مميزات جبل الحسين توفر جميع الخدمات من خطوط النقل العام (السرفيس)، وتوفر فروع للبنوك، والعيادات والصيدليات والمحال ومخفر جبل الحسين، وتوفر الخدمات اطبية  مثل مركز صحي عمان الشامل ومستشفى الأمل للولادة.
ومن أشهر معالمه، دوار فراس أو ما كان يسمى قديما، دوار مكسيم

## المعالم التربوية

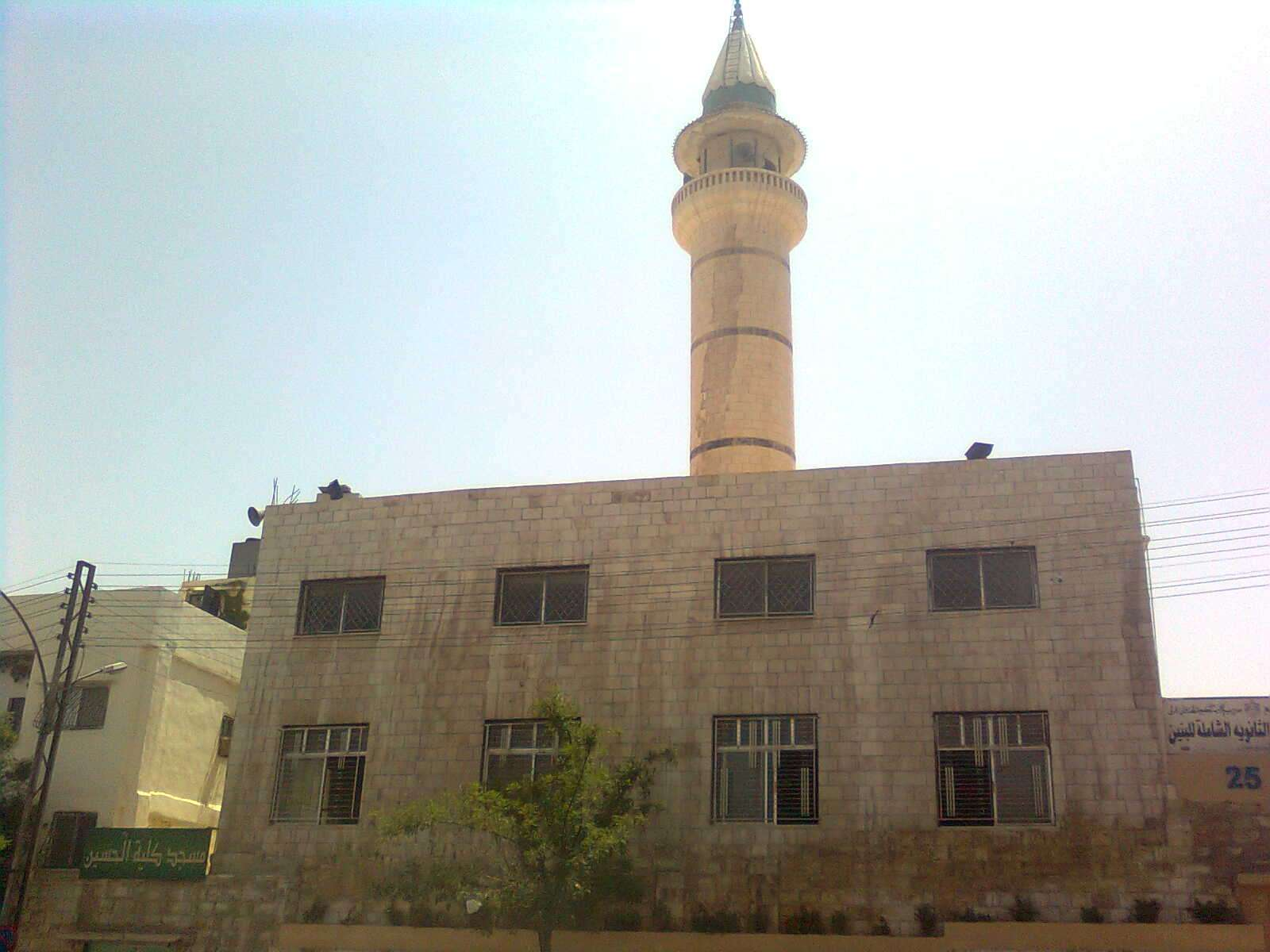
مسجد كلية الحسين - جبل الحسين

يحتوي جبل الحسين على بعض المعالم التربوية المميزة، مثل مدرسة الفرير ومدرسة راهبات الناصرة ومدرسة سكينة بنت الحسين ومدرسة عمر بن الخطاب الشاملة وكلية الحسين وكلية عمان الجامعية ويوجد العديد من المساجد منها مسجد كلية الحسين وإمامه الحالي فضيلة الشيخ: محمد الحاج عيد ومسجد الحسين الشرقي على الشارع الرئيسي وكما يوجد أيضا عدة كنائس ككنيسة الفرير وكنيسة الروم الكاثوليك
أيضا هناك عدد من معاهد التوجيهي.

## معرض الصور

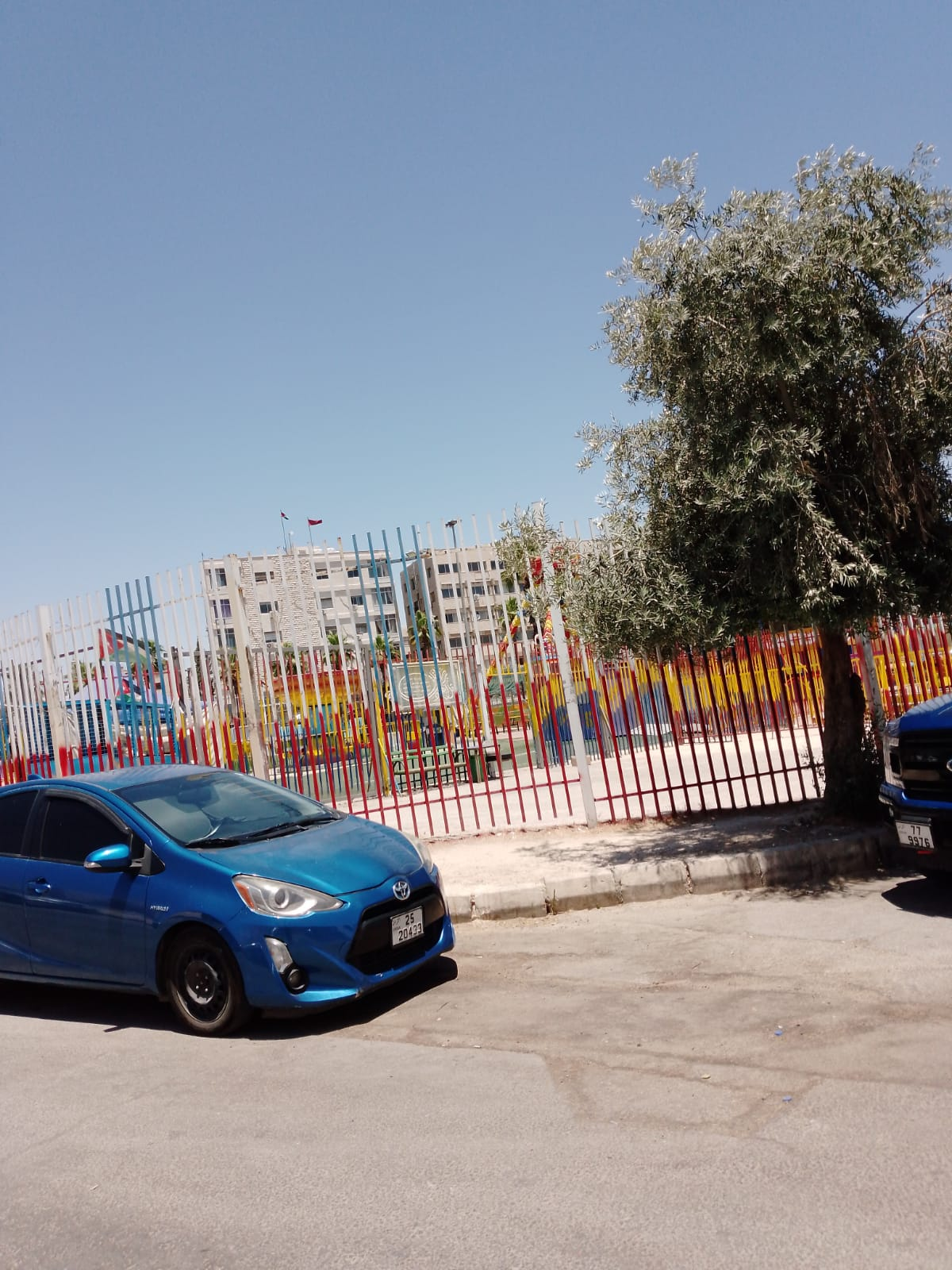
سياج مدينة الالعاب الترفيهية في جبل الحسين
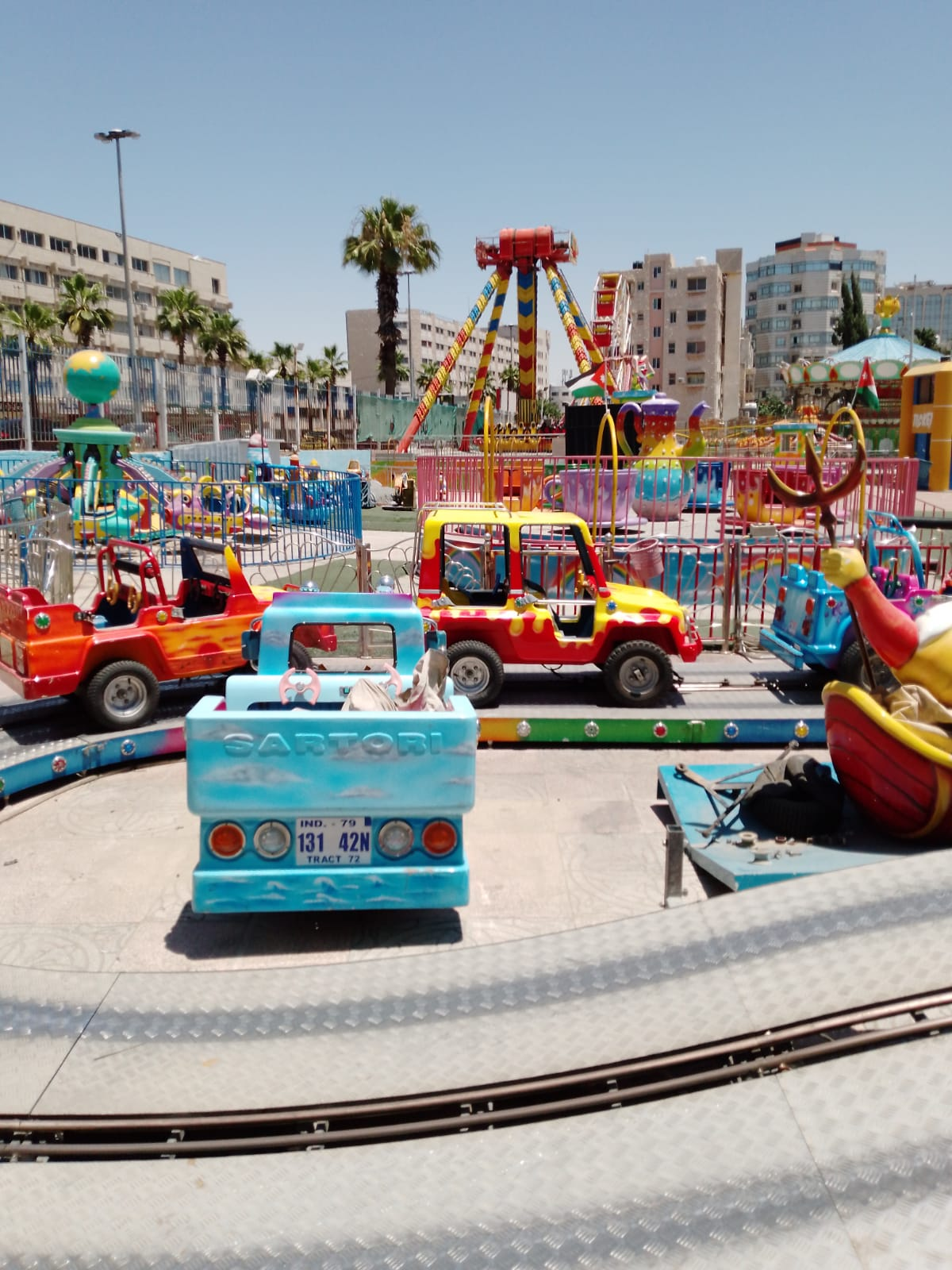
مدينة الالعاب الترفيهية في جبل الحسين
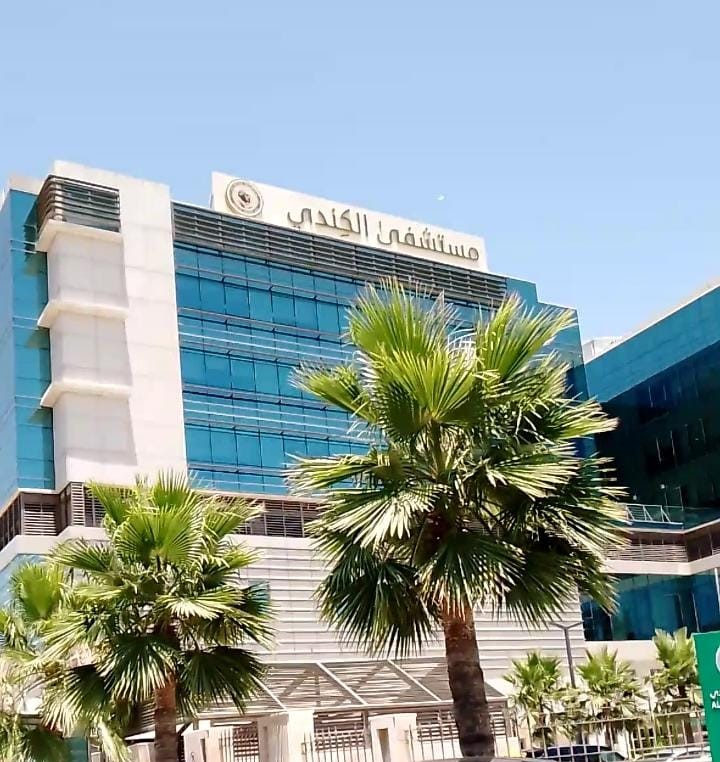
مسشفى الكندي في جبل الحسين
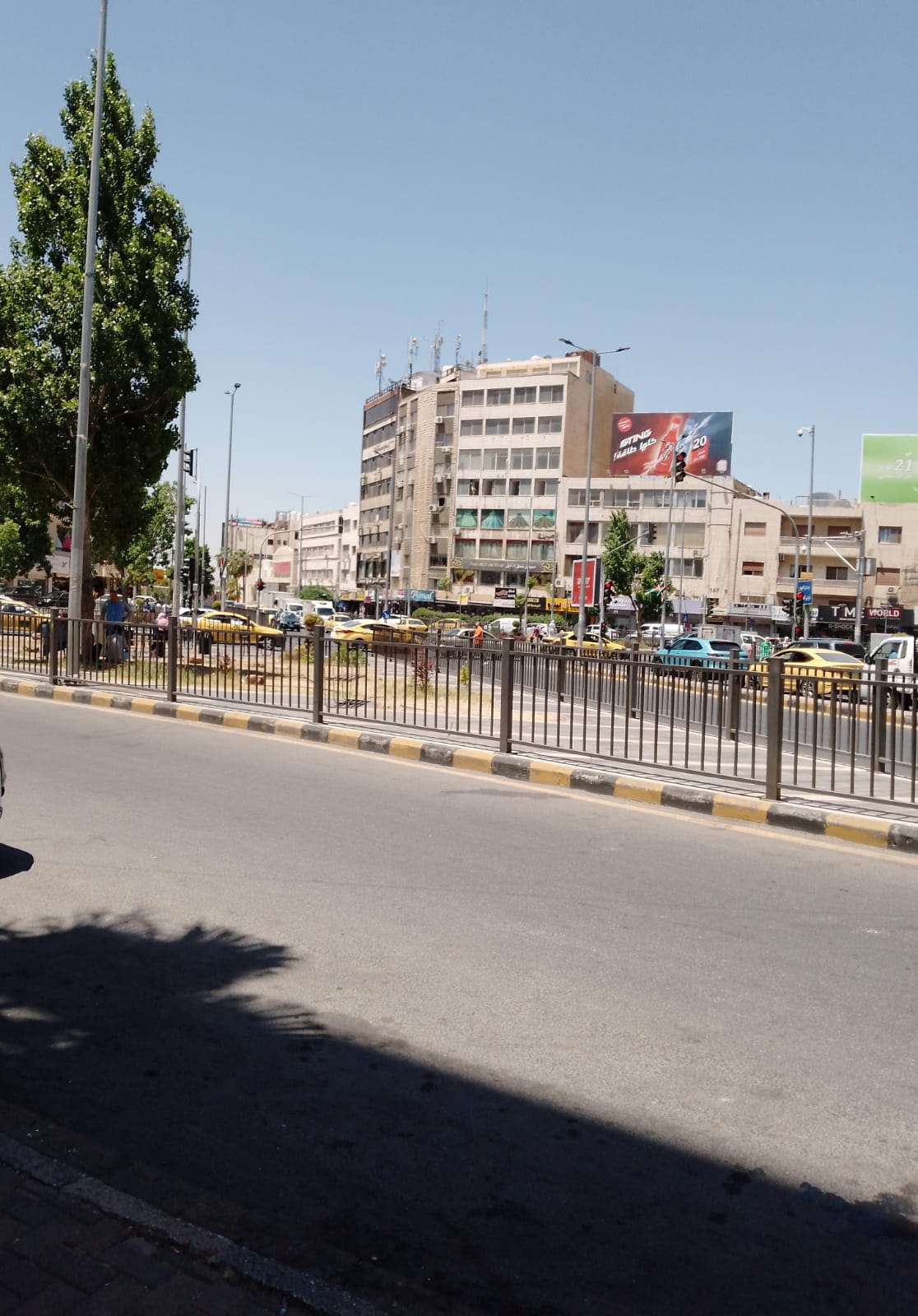
احد الشوارع في منطقة جبل الحسين